# Bolesław Mazurkiewicz

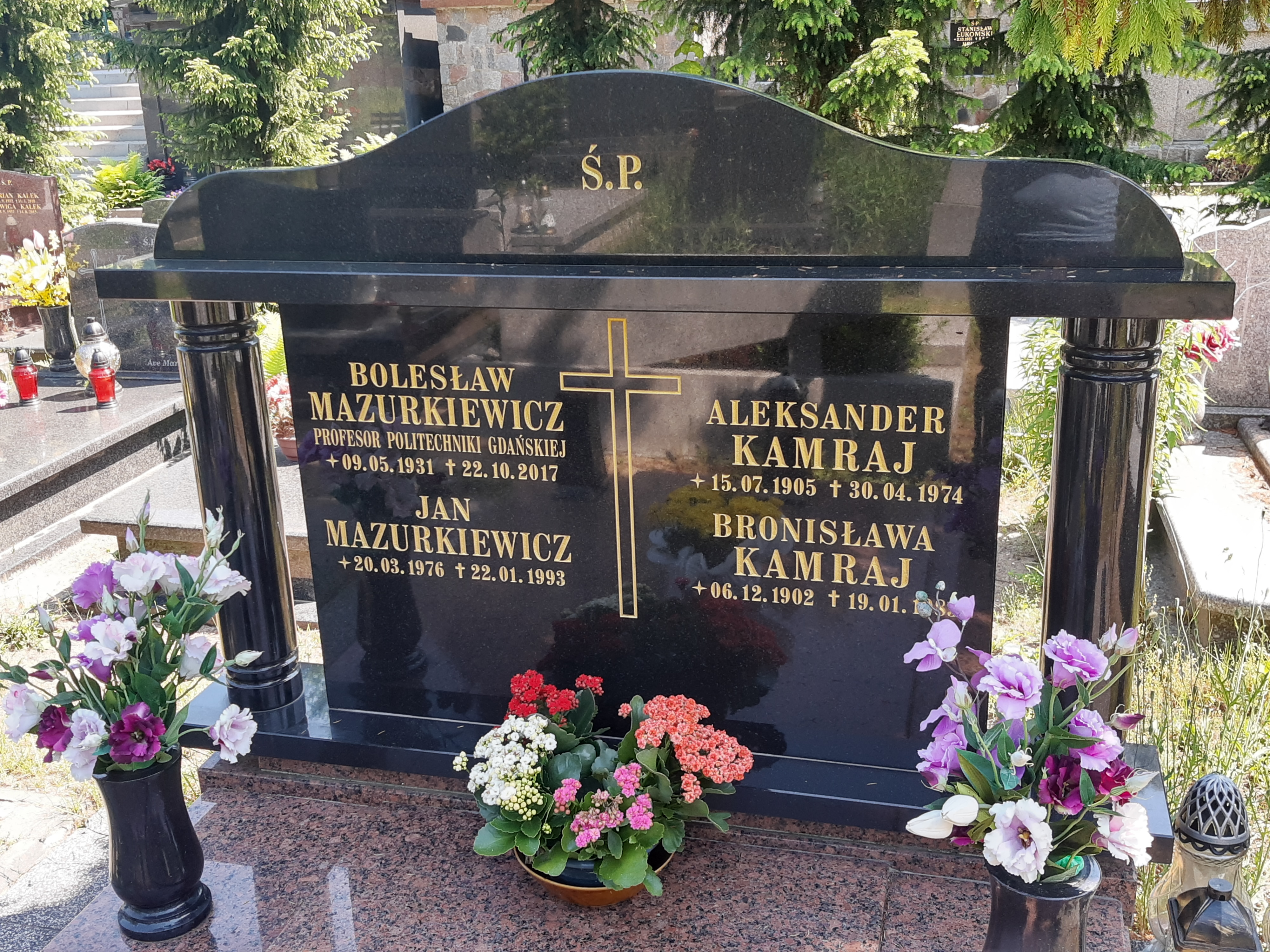
Grób prof. Bolesława Mazurkiewicza na cmentarzu Witomińskim w Gdyni

Bolesław Kazimierz Mazurkiewicz (ur. 9 maja 1931 w Kościerzynie, zm. 22 października 2017 w Gdańsku) – polski przedstawiciel nauk technicznych, specjalizował się w budownictwie morskim. W latach 1987–1990 był rektorem Politechniki Gdańskiej.

## Życiorys
Urodził się w rodzinie Stanisława (1898–1983) i Bronisławy z domu Kamraj (1902–1983). Miał trzech braci. Uczęszczał do Liceum Ogólnokształcącego w Lęborku, tam w 1950 roku zdał maturę. Absolwent Wydziału Inżynierii Lądowej Politechniki Gdańskiej, w specjalności konstrukcje stalowe i żelbetowe. Po ukończeniu studiów I stopnia otrzymał nakaz pracy do Biura Projektów Budownictwa Komunalnego w Gdańsku, gdzie zajmował się projektowaniem mostów. W 1956 ukończył studia II stopnia na Wydziale Budownictwa Lądowego Politechniki Gdańskiej. Kolejny nakaz pracy otrzymał do Biura Projektów Transportu Drogowego i Lotniczego w Gdańsku – od 1957 Biura Projektów Budownictwa Komunikacyjnego, gdzie pełnił funkcje kierownika pracowni architektoniczno-konstrukcyjnej oraz działu budowlanego. Równocześnie zaocznie studiował na Wydziale Architektury Politechniki Gdańskiej, ale studia przerwał po III roku.
Od listopada 1960 zatrudniony w Zakładzie Fundamentowania Politechniki Gdańskiej, gdzie zajmował się badaniami na potrzeby stoczni w Gdyni oraz opracowywaniem ekspertyz i opinii technicznych. W 1964 uzyskał stopień doktora nauk technicznych; tematem jego rozprawy doktorskiej były Analizy stateczności gródz o podwójnej, zapuszczanej ściance szczelnej w świetle badań w skali naturalnej i na modelach.
W latach 1966–1967 odbył staż w Duńskim Instytucie Geotechniki. Na podstawie wyników realizowanych tam badań przygotował pracę habilitacyjną (stopień doktora habilitowanego uzyskał w 1968). Od 1 września 1969 został pracownikiem dydaktycznym Politechniki Gdańskiej. Do emerytury pełnił funkcję kierownika Zespołu (później: Katedry) Budownictwa Morskiego na Wydziale Budownictwa Wodnego i Inżynierii Środowiska. W 1980 uzyskał tytuł prof. nadzwyczajnego, w 1985 – prof. zwyczajnego. W latach 1981–1984 pełnił funkcje prorektora ds. organizacyjnych i I zastępcy rektora; w latach 1987–1990 był rektorem Politechniki Gdańskiej. W latach 1989–1990 członek Europejskiej Konferencji Rektorów, a w latach 1990–2000 był członkiem Zarządu Międzynarodowego Stowarzyszenia Uniwersytetów.
Jego działalność naukowa związana była z morskimi budowlami hydrotechnicznymi. W latach 1964–1977 pełnił funkcje projektanta, kierownika inwestycji i nadzoru doku w stoczni w Gdyni. W latach 1980–2004 ekspert Organizacji Narodów Zjednoczonych i Międzynarodowej Organizacji Morskiej, projektant, konsultant i nadzorujący morskich budowli stoczniowych w Turcji, Indonezji, Iranie, na Kubie i na Seszelach.
Od 1993 był członkiem Akademii Nauk Inżynieryjnych Federacji Rosyjskiej, od 1999 Akademii Transportu Ukrainy, w 2005 został członkiem Akademii Inżynierskiej w Polsce.
Zmarł w Gdańsku, pochowany na cmentarzu Witomińskim w Gdyni (kwatera 56-5-30_2).

## Działalność pozanaukowa
Bolesław Mazurkiewicz był żeglarzem, uzyskał stopień jachtowego kapitana żeglugi wielkiej. Współtworzył Gdański Okręgowy Związek Żeglarski i był jego prezesem. Pomorski Okręgowy Związek Żeglarski nadał mu tytuł honorowego prezesa.
Zajmował się też zachowaniem zabytkowych statków, współpracując z Centralnym Muzeum Morskim w Gdańsku. Od 1980 był współtwórcą Komitetu Ochrony „Daru Pomorza”, a następnie długoletnim prezesem Towarzystwa Przyjaciół „Daru Pomorza”. Był też związany ze statkiem-muzeum Sołdek, od 2005 do 2017 roku pełnił funkcję prezesa Towarzystwa Przyjaciół Statku-Muzeum „Sołdek”. W latach 2006–2015 był przewodniczącym Rady Muzeum przy Centralnym (później Narodowym) Muzeum Morskim.

## Publikacje (wybór)
- Hydrotechniczne konstrukcje stoczniowe (1979, ISBN 83-215-0093-5)
- Mechanika gruntów dna morskiego (1985, ISBN 83-01-05478-6)
- Stałe pełnomorskie platformy żelbetowe (1985, ISBN 83-215-2524-5)
- Encyklopedia inżynierii morskiej (Wydawnictwo Morskie 1986, ISBN 83-215-2523-7)
- Stałe pełnomorskie platformy stalowe (1988, ISBN 83-215-2526-1)
- Zalecenia do projektowania morskich konstrukcji hydrotechnicznych (1997, kierownictwo zespołu redakcyjnego, ISBN 83-905144-3-5)
- Porty jachtowe-mariny: projektowanie (2004, ISBN 83-919488-2-X).

## Doktoraty honoris causa
- Uniwersytet Politechniczny w St. Petersburgu (1989)
- Akademia Budownictwa i Architektury w Odessie (1995)
- Akademia Marynarki Wojennej w Gdyni (1997)[7]
- Uniwersytet w Karlsruhe (1998)[8]
- Politechnika Szczecińska (1999)[9]
- Uniwersytet Techniczny w Królewcu (2005)[10]
- Politechnika Gdańska (2008)[11]
- Tytuł profesora honorowego Uniwersytetu w Stuttgarcie (1991)

## Ordery i odznaczenia
- Krzyż Wielki Orderu Odrodzenia Polski (29 września 2011)[12]
- Krzyż Komandorski z Gwiazdą Orderu Odrodzenia Polski (4 marca 2004)[13]
- Krzyż Komandorski Orderu Odrodzenia Polski (8 września 1998)[2]
- Krzyż Kawalerski Orderu Odrodzenia Polski
- Złoty Krzyż Zasługi
- Srebrny Medal „Zasłużony Kulturze Gloria Artis” (2 września 2008)[14][15]
- Odznaka tytułu honorowego „Zasłużony Stoczniowiec PRL” (1988)[3]
- Medal św. Wojciecha (2001)[16]
- Złoty Medal za Zasługi dla Politechniki Gdańskiej[17]

## Nagrody
- Nagroda Prezydenta Miasta Gdańska w Dziedzinie Kultury za wkład w rozwój Centralnego Muzeum Morskiego w Gdańsku oraz z okazji jubileuszu 80. urodzin (2011)[18]
- Nagroda Pracodawców Pomorza „Primum Cooperatio” (2014)[3]

## Upamiętnienie
- Nagrodo Pracodawców Pomorza „Primum Cooperatio” od 2018 nosi imię Bolesława Mazurkiewicza[3].
- 12 maja 2019 w Alei Żeglarstwa Polskiego w Gdyni została odsłonięta tablica upamiętniająca prof. Bolesława Mazurkiewicza[19].